# Walter D'Arcy Hall
El teniente coronel Walter D'Arcy Hall, MC & Bar (10 de agosto de 1891-22 de enero de 1980) fue un militar británico, diputado unionista y practicante de caza mayor y menor.

## Biografía
Hall nació en South Yarra, Australia, hijo de Thomas Skarratt Hall. Se trasladó a Inglaterra cuando tenía cuatro años. Hall se educó en el Eton College, Berkshire, y en el Royal Military College, Sandhurst. En 1911 se alistó en el 20.º de Húsares.
Durante la Primera Guerra Mundial, Hall fue condecorado con la Cruz y la Barrera Militares, y con la Croix de Guerre con Palma y Estrella. Quizás su acción más valerosa ocurrió el 1 de abril de 1918 cuando, con 138 hombres del 20.º de Húsares, formó una compañía desmontada en apoyo del 4.º Batallón Desmontado, dirigiéndolos en un contraataque contra el Bosque de Fusiles (Bois d'Hourges 49°48′23″N 2°30′37″E) cerca de Domart-sur-la-Luce. El bosque estaba bien defendido, y el 20.º sufrió muchas bajas en la acción. No obstante, Hall y sus hombres capturaron el bosque y lo mantuvieron hasta ser relevados por la infantería. Por esta y otras acciones desmontadas por miembros de la 2ª División de Caballería, la División fue elogiada calurosamente por el Comandante del 4.º Ejército, General Sir Henry Rawlinson. Durante un tiempo (junio-agosto de 1915) Hall fue destinado como observador al 5 Squadron, C Flight del Royal Flying Corps.
Hall fue elegido Miembro del Parlamento en representación galesa por la Distritos Electorales del Reino Unido de Brecon y Radnor el 29 de octubre de 1924, pero perdió su escaño en las elecciones generales de 1929. Fue reelegido para el mismo escaño el 27 de octubre de 1931, cargo que ocupó hasta su jubilación en las elecciones generales del 14 de noviembre de 1935.

## Legado
Hall era el padre del científico Edward Thomas Hall. Su otro hijo, Bill, murió en Italia durante la Segunda Guerra Mundial.